# 3800 Карајусуф
3800 Карајусуф (енгл. 3800 Karayusuf) је Марсов тројански астероид чија средња удаљеност од Сунца износи 1,578 астрономских јединица (АЈ).
Апсолутна магнитуда астероида је 15,4.